# Landschaft mit Fluss
Landschaft mit Fluss (auch Landschaft des Arno-Tals oder Arnolandschaft) ist eine Zeichnung des italienischen Renaissancekünstlers Leonardo da Vinci. Das auf den 5. August 1473 datierte Werk befindet sich in der grafischen Sammlung der Uffizien, dem Gabinetto dei Disegni e delle Stampe in Florenz.

## Das Werk

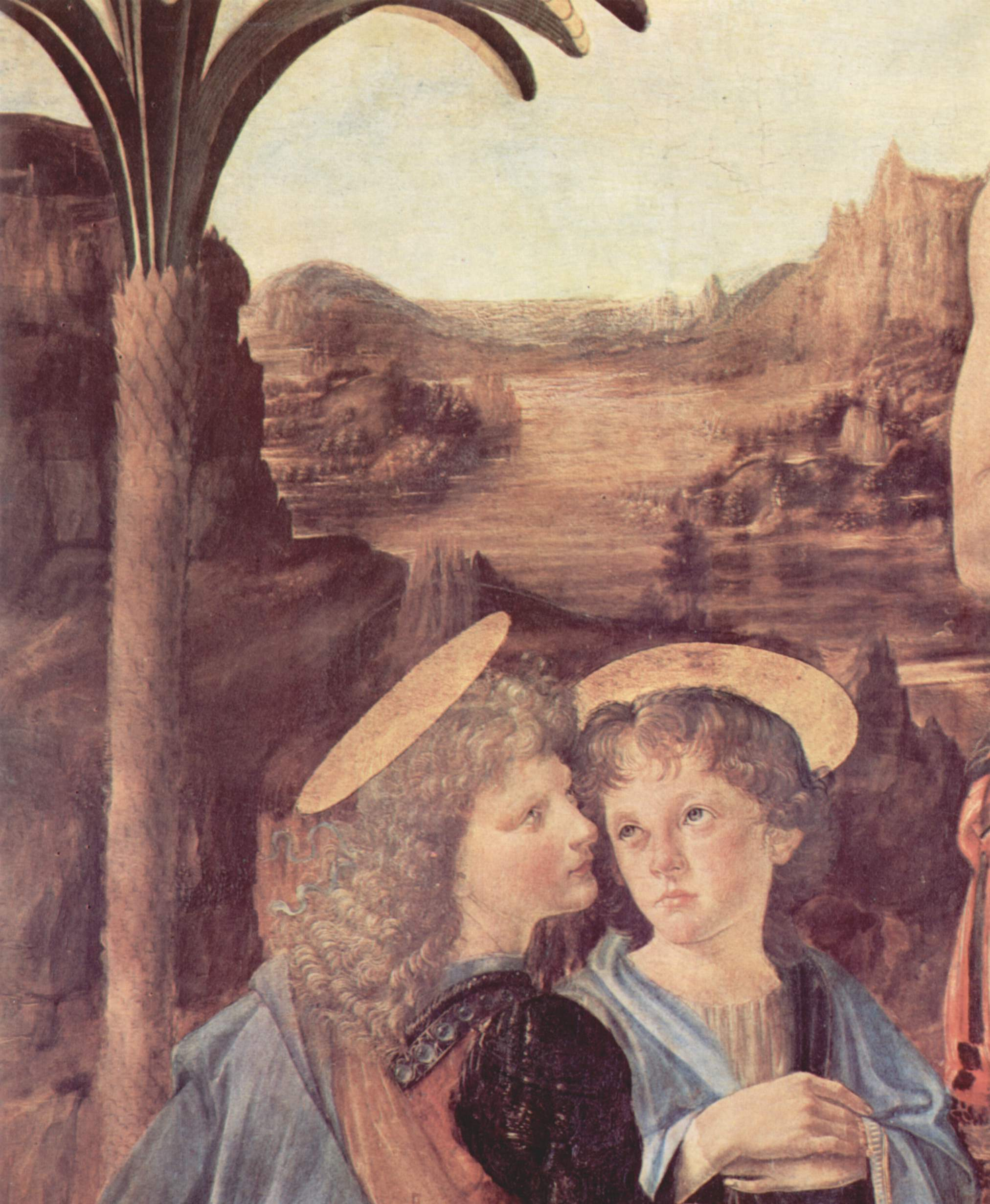
Landschaftsdetail in „Die Taufe Christi“, Andrea del Verrocchio, um 1475

Das Werk ist als Federzeichnung in brauner Tinte auf Papier ausgeführt, im Format von etwa 19 cm × 28,5 cm. Die Zeichnung zeigt eine Flusslandschaft mit Burgen und anderen Merkmalen einer Kulturlandschaft. Zwischen zwei steilen Felsen öffnet sich der Blick auf einen Fluss, mit Bäumen, Sträuchern und Wiesen in der Ferne.
Die Datierung befindet sich in der linken oberen Ecke des Blatts. Dort notiert der Künstler in der für ihn charakteristischen Spiegelschrift: „Dì de Sta Maria della Neve /  A dì 5 daghosto 1473“ (deutsch: „Tag der Heiligen Maria im Schnee / Am Tag 5. August 1473“). Die Arbeit ist damit das erste sicher datierbare Werk Leonardo da Vincis. Die Künstler des 15. und 16. Jahrhunderts signierten ihre Arbeiten selten und von Leonardos späteren Gemälden oder jenen, die nachweislich in seiner Werkstatt entstanden, trägt keines eine Datierung oder eine Signatur.
Die Skizze könnte als vorbereitende Studie für die Hintergrundlandschaft eines Gemäldes gedient haben, oder als Übungsarbeit des jungen Künstlers, der etwa von 1470 bis 1477 ein Schüler des Andrea del Verrocchio in Florenz  war. Zu jener Zeit entstand das Gemälde „Die Taufe Christi“ (Entstehungszeitraum um 1475) in der Werkstatt Verrocchios. Man geht davon aus, dass Leonardo die Flusslandschaft des Hintergrundes und weitere Details schuf.
Es ist jedoch auch möglich, dass Leonardo die Landschaftsstudie nur zum eigenen Vergnügen angefertigt hat.

## Versuche zur Ortsbestimmung

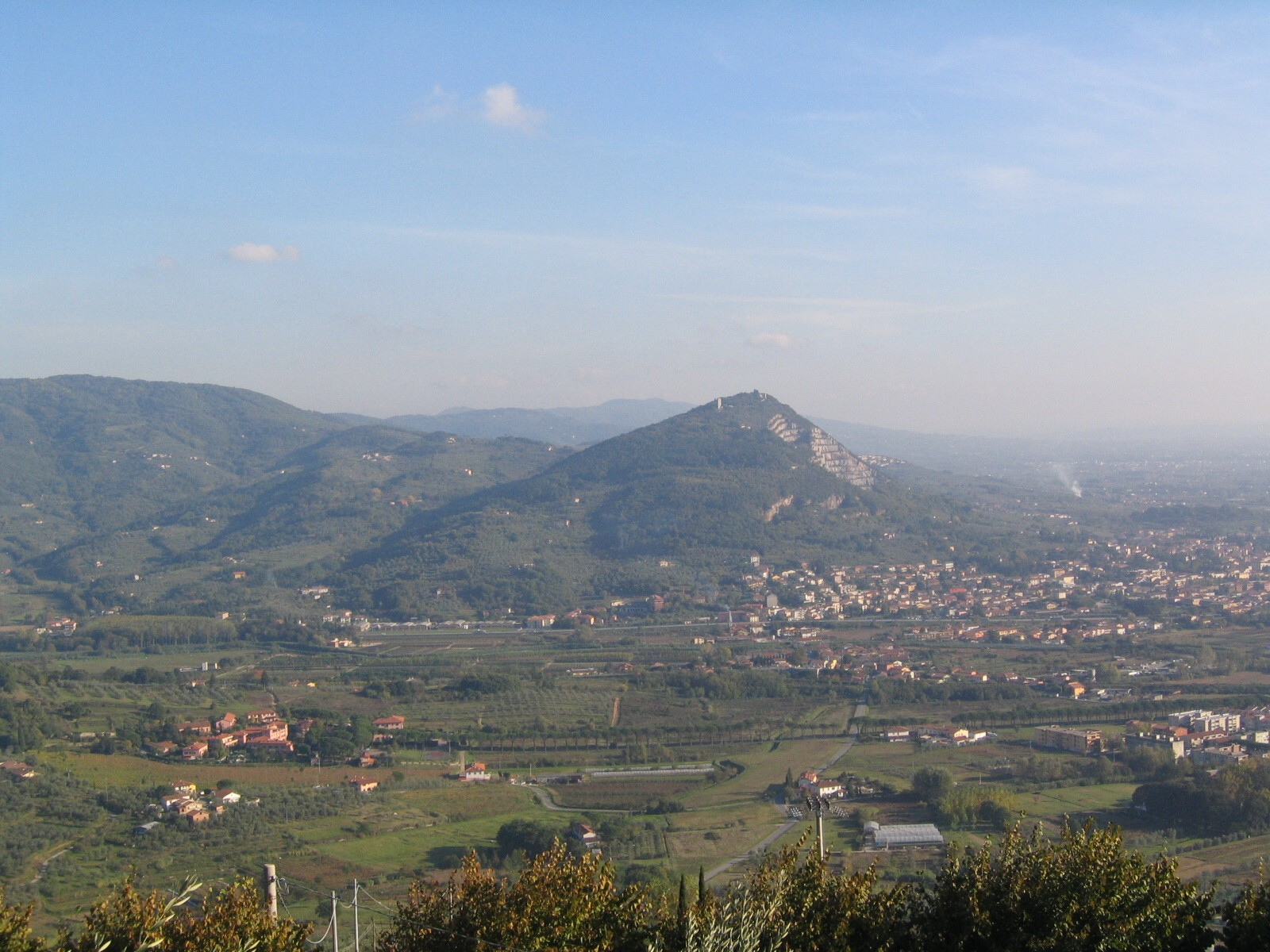
Der Monsummano bei Monsummano Terme

Von der Kunstkritik wurden zahlreiche Versuche unternommen, die dargestellte Landschaft zu lokalisieren. Diskutiert werden das Tal des Arno, das Tal seines linken Nebenflusses Greve, die Landschaft um die Bergstadt Panzano in Chianti sowie auch die Hügel über Leonardos Heimatstadt Vinci.
Der Leonardo-Biograph Charles Nicholl identifizierte den kegelförmigen Berg im Bildhintergrund als den Monsummano (⊙) bei Monsummano Terme, etwa zwölf Kilometer nordwestlich von Vinci. Die abgebildete Ebene stelle den Padule di Fucecchio (⊙) dar, das größte Sumpfgebiet Italiens. Doch da bisher keine Stelle gefunden wurde, von der man den gleichen Ausblick hätte, wie auf der Zeichnung, liefert auch dieser Versuch zur Ortsbestimmung kein eindeutiges Ergebnis.
Damit bleibt ungeklärt, ob es sich bei dem Werk um Freilicht- oder eine Ateliermalerei handelt und die Arbeit eine reale oder eine erfundene Landschaft zeigt. Die Zeichnung des Leonardo da Vinci wird jedoch oft als das erste Beispiel einer reinen Landschaftsdarstellung in der abendländischen Kunst bezeichnet; sie markiert den Beginn der Landschaftsmalerei als eigenständiges Sujet.